# Resolución 77 del Consejo de Seguridad de las Naciones Unidas
La Resolución 77 del Consejo de Seguridad de las Naciones Unidas fue adoptada el 11 de octubre de 1949. Habiendo recibido y examinado el segundo informe de progreso de la Comisión de Armamentos Convencionales, el Consejo ordenó al Secretario General que transmitiera el informe, junto con sus anexos, la resolución adjunta y una consideración del Consejo sobre la materia a la Asamblea general para su conocimiento.
La resolución fue adoptada con nueve votos a favor y dos abstenciones de la República Socialista Soviética de Ucrania y la Unión Soviética.